# Seleção Búlgara de Voleibol Masculino Sub-21
A Seleção Búlgara de Voleibol Masculino Sub-21, também conhecida como Bulgária Sub-21, é a seleção búlgara   de voleibol formada por jogadores com idade inferior a 19 anos. A equipe é mantida pela Federação Búlgara de Voleibol (BFV) e encontra-se na 2ª posição do ranking mundial da FIVB segundo dados de 4 de setembro de 2024.

## Resultados

### Campeonato Mundial
| Campeonato Mundial Sub-21 | Campeonato Mundial Sub-21 | Campeonato Mundial Sub-21 |
| Ano                       | Sede                      | Classificação             |
| ------------------------- | ------------------------- | ------------------------- |
| 1985                      | Milão                     | 5º                        |
| 1987                      | Manama                    | 5º                        |
| 1989                      | Atenas                    | 4º                        |
| 1991                      | Cairo                     | 1º                        |
| 1993                      | Rosário                   | 9º                        |
| 2003                      | Teerã                     | 3º                        |
| 2007                      | Casablanca–Rabat          | 6º                        |
| 2011                      | Rio de Janeiro–Niterói    | 13º                       |
| 2021                      | Sófia–Cagliari–Carbonia   | 6º                        |
| 2023                      | Manama                    | 3º                        |
| 2025                      | Jiangmen                  | Qualificado               |

### Campeonato Europeu Sub-20/21
| Campeonato Europeu Sub-20 | Campeonato Europeu Sub-20                   | Campeonato Europeu Sub-20 |
| Ano                       | Sede                                        | Classificação             |
| ------------------------- | ------------------------------------------- | ------------------------- |
| 1966                      | Hungria                                     | 2º                        |
| 1969                      | União das Repúblicas Socialistas Soviéticas | 2º                        |
| 1971                      | Espanha                                     | 3º                        |
| 1973                      | Países Baixos                               | 5º                        |
| 1975                      | Alemanha Ocidental                          | 5º                        |
| 1977                      | França                                      | 4º                        |
| 1979                      | Portugal                                    | 2º                        |
| 1982                      | Alemanha Ocidental                          | 4º                        |
| 1984                      | França                                      | 2º                        |
| 1986                      | Bulgária                                    | 1º                        |
| 1988                      | Itália                                      | 3º                        |
| 1990                      | Alemanha Ocidental                          | 5º                        |
| 1998                      | República Checa                             | 9º                        |
| 2002                      | Polónia                                     | 9º                        |
| 2004                      | Croácia                                     | 7º                        |
| 2006                      | Rússia                                      | 11º                       |
| 2010                      | Bielorrússia                                | 2º                        |
| 2012                      | /                                           | 7º                        |
| 2014                      | /                                           | 10º                       |
| 2016                      | Bulgária                                    | 8º                        |
| 2022                      | Itália                                      | 3º                        |
| 2024                      | /                                           | 10º                       |